# Vincent Villari
Vincent Christian Villari (São Paulo, 13 de julho de 1978), mais conhecido apenas como Vincent Villari, é um escritor, roteirista e autor brasileiro de telenovelas.

## Biografia
Vincent Villari começou na televisão quando tinha apenas 16 anos de idade, ao se inscrever em um concurso para selecionar novos roteiristas da Oficina de Roteiristas da Rede Globo, da qual o desafio era escrever uma adaptação do poema Quadrilha, de Carlos Drummond de Andrade. 
Iniciou sua carreira sendo colaborador de Maria Adelaide Amaral em Anjo Mau, sendo que repetiu a parceria com a mesma em A Muralha, Os Maias e em A Casa das Sete Mulheres de Maria Adelaide Amaral e Walther Negrão. Logo depois iniciou sua parceria com João Emanuel Carneiro, com a qual colaborou em Da Cor do Pecado, Cobras & Lagartos e A Favorita. Em 2010 volta a colaborar com Maria Adelaide Amaral em Ti Ti Ti.
Em 2013 assina sua primeira novela como autor principal, Sangue Bom em parceria com Maria Adelaide Amaral. Além disso, já publicou o romance A Lua e o Aço e é apontado como uma das grandes promessas para a televisão. Em 2014, lança o livro "Teletema". Em 2016 estreia A Lei do Amor, novamente em parceira com Maria Adelaide.

## Trabalhos

### Televisão
| Ano  | Trabalho                 | Emissora | Escalação       | Parceiros Titulares                         | Ref.   |  |
| ---- | ------------------------ | -------- | --------------- | ------------------------------------------- | ------ |  |
| 1997 | Anjo Mau                 | TV Globo | Colaborador     | Maria Adelaide Amaral                       | [ 5 ]  |  |
| 2000 | A Muralha                | TV Globo | Colaborador     | Maria Adelaide Amaral João Emanuel Carneiro | [ 6 ]  |  |
| 2001 | Os Maias                 | TV Globo | Colaborador     | Maria Adelaide Amaral João Emanuel Carneiro | [ 7 ]  |  |
| 2003 | A Casa das Sete Mulheres | TV Globo | Colaborador     | Maria Adelaide Amaral Walther Negrão        | [ 8 ]  |  |
| 2004 | Da Cor do Pecado         | TV Globo | Colaborador     | João Emanuel Carneiro                       | [ 9 ]  |  |
| 2006 | Cobras & Lagartos        | TV Globo | Colaborador     | João Emanuel Carneiro                       | [ 10 ] |  |
| 2008 | A Favorita               | TV Globo | Colaborador     | João Emanuel Carneiro                       | [ 11 ] |  |
| 2010 | Ti Ti Ti                 | TV Globo | Colaborador     | Maria Adelaide Amaral                       | [ 12 ] |  |
| 2013 | Sangue Bom               | TV Globo | Autor principal | Maria Adelaide Amaral                       | [ 13 ] |  |
| 2016 | A Lei do Amor            | TV Globo | Autor principal | Maria Adelaide Amaral                       |        |  |
| 2022 | Todas as Flores          | TV Globo | Colaborador     | João Emanuel Carneiro                       | [ 14 ] |  |
| 2024 | Mania de Você            |          | Colaborador     | João Emanuel Carneiro                       | [ 15 ] |  |